# 山西医科大学第一医院
37°51′09″N 112°32′57″E / 37.85252°N 112.54924°E
山西医科大学第一医院，简称山大一院，是位于中华人民共和国山西省太原市的一个三级甲等医院，位于太原市解放南路85号。

## 沿革
1955年筹建，1957年建立完成山西医学院第一附属医院。同年9月开始收容病人，1958年4月开放门诊。之后更名为山西医科大学第一医院也称山西医科大学第一临床医学院，隶属于山西省卫生厅，是一座集医疗、教学、科研、预防、康复为一体的三级甲等综合性医院。医院开设床位1069张，有67个临床医技及职能科室，16个教研室。
2018年12月4日，被国家卫健委公布为首批肿瘤多学科诊疗试点医院。

## 所获荣誉
2020年11月，获得“第六届全国文明单位”荣誉。